# Britta Duelund
Britta Duelund (19. oktober 1950 − 25. september 2007) var borgmester i Faaborg Kommune, valgt for Socialdemokraterne.
Hun arbejdede som jobkonsulent i AF, da hun i 1986 blev valgt til byrådet. Frem til 1997 var hun medlem af socialudvalget og blev i 1997 formand for Børne- og Kulturudvalget. Efter kommunalvalget i 2001 blev hun borgmester, hvilket hun var frem til 31. december 2006. Fra 2007 var hun menigt medlem af kommunalbestyrelsen i den nye Faaborg-Midtfyn Kommune.